# Life in Mono
Life in Mono è il terzo album della cantante britannica Emma Bunton, pubblicato in Regno Unito il 4 dicembre 2006 per l'etichetta discografica Universal.

## Descrizione
Pubblicato nel Regno Unito il 4 dicembre 2006, contemporaneamente alla partecipazione della cantante allo show televisivo Strictly Come Dancing, versione inglese di Ballando con le stelle. Come il precedente Free Me, anche questo disco prende ispirazione dalle sonorità pop anni sessanta, come dimostra il primo singolo estratto, Downtown, cover del popolare brano del 1964 interpretato da Petula Clark e all'epoca tradotto in italiano come Ciao, ciao. Il brano è stato scelto come singolo ufficiale del programma di beneficenza Children in Need ed è entrato al terzo posto della classifica inglese. Il ricavato della vendita del singolo è stato devoluto in beneficenza all'associazione.
L'album è stato accolto da recensioni nel complesso buone in Inghilterra, anche se non allo stesso livello dell'album precedente.
Nonostante il rilancio mediatico di Emma, ottenuto grazie al singolo e ai passaggi televisivi, l'album è stato penalizzato da una data d'uscita troppo vicina all'intasato periodo natalizio e da una promozione incentrata più sulle buone doti di ballerina dimostrate dalla cantante nel programma campione d'ascolti della BBC che sull'album stesso, debuttando così ad una deludente sessantacinquesima posizione della classifica britannica degli album. In realtà in qualsiasi altro periodo dell'anno le 13 000 copie vendute durante la prima settimana di pubblicazione avrebbero garantito alla cantante un sicuro piazzamento in top 15 nell'album charts. Attualmente le vendite dell'album si aggirano intorno alle 60 000 copie vendute. Disco d'argento in UK (60,000).
A febbraio 2007 esce il nuovo singolo, la ballad All I Need to Know, che non riesce a risollevare le sorti dello sfortunato album, debuttando al sessantesimo posto della classifica inglese.
I dati di vendita sconfortanti e l'annuncio della sua prima gravidanza hanno portato la cantante a interrompere la promozione dell'album.

## Tracce
1. All I Need to Know – 4:18 (Jamie Hartman, Emma Bunton)
2. Life in Mono – 3:48 (John Barry, Martin Virgo) – originariamente interpretata dai Mono
3. Mischievous – 3:41 (Grant Gustin, Cathy Dennis, Emma Bunton)
4. Perfect Strangers – 3:31 (Gary Clark, Pam Sheyne, Emma Bunton)
5. He Loves Me Not – 3:28 (Yak Bondy, Emma Bunton)
6. I Wasn't Looking (When I Found Love) – 3:31 (Hannah Robinson, Pascal Gabriel, Emma Bunton)
7. Take Me to Another Town – 4:08 (Keely Hawkes, Eric Pressly, Gary Clark)
8. Undressing You – 3:21 (Kate Elsworth, Tim Kellett)
9. I'm Not Crying Over Yesterdays – 3:23 (Justin Gray, Blair MacKichan, Emma Bunton)
10. All That You'll Be – 4:00 (Chris Porter, Peter Gordeno, Emma Bunton)

Edizione speciale
1. Downtown – 3:24 (Tony Hatch) – originariamente interpretata da Petula Clark
2. Something Tells Me Something (Something's Gonna Happen) – 3:41 (Yak Bondy)
3. Perhaps Perhaps Perhaps – 2:30 (Joe Davis, Osvaldo Farrés)
4. Por Favor – 2:35 (Joe Sherman, Noel Sherman)

## Classifiche
| Classifica (2006) | Posizione massima |
| ----------------- | ----------------- |
| UK Albums Chart   | 65                |